# 閻錫山墓
25°08′10″N 121°33′32″E / 25.1360700°N 121.558908°E
閻錫山墓，位於臺灣臺北市士林區公館里、陽明山上，與附近的閻錫山故居皆為市定古蹟。

## 墓身狀況
閻錫山墓位於陽明山永公路245巷，屬國有土地，位置為隱居時的閻錫山親自所選。碑頂有龍形，坐北朝南的圓塚貼滿墨綠磁磚。墓前斜坡有一個三公尺多的「中」字，象徵閻錫山的哲學觀「發於仁，歸於中」。

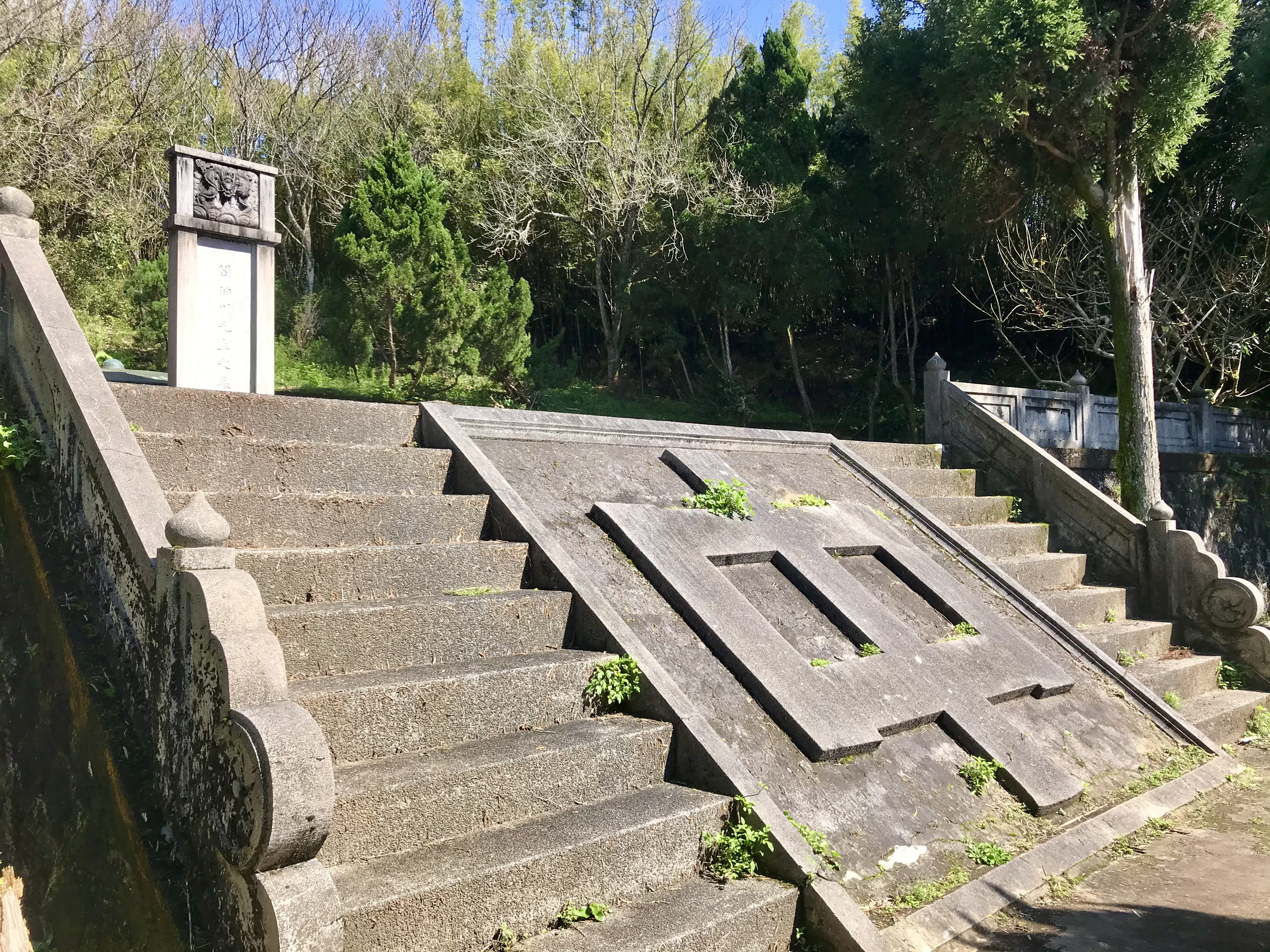
墓前

## 舊部守墓
1960年12月6日，閻錫山下葬於故居種能洞西側。下葬當晚，全國聯播節目中播送，1949年閻錫山行政院長任內對全國及山西同胞的廣播錄音。
部屬井國治、張日明等侍衛、副官，特別在種能洞設置靈堂，經常上香祭祀。閻錫山去世後，故居原先廿多名隨從各自為了生活下山離開，如隔年部屬張日明搬離。他與家人住於石牌，經營五金行直到1986年退休。
張日明會一早從捷運劍潭站搭小16公車，沿著蜿蜒山徑繞駛，以到永公路245巷34弄的閻錫山故居。僅以永公路為主要對外聯絡道路的公館里，公車僅有小16公車，班次不多。張日明回憶，長官過世時，因蔣總統在位，知道墓的人不多，知道者多半也不敢來，以免影響仕途，因此故居及墓園一直冷冷清清，僅山西同鄉偶爾上山祭拜。2001年，井國治前往途中，因腦溢血逝世，此後看守故居和墓園的勤務幾乎由張日明承擔。台北市政府文化局二科科長鄧文宗於2010年表示，張日明每天都上山清掃閻錫山墓，還在墓園遍植桃花與櫻花，長年下來，連公車司機都認識。原先張日明種在墓園「世界大同」題字旁五、六十年的茶花於2011年被盜後，他因太老就無力重新種回。對許多人不解張日明為何分文不取而願意如此奉獻，張日明解釋是他非常敬重閻錫山對山西建設的貢獻，再來是他在太原戰役後逃到綏遠時，閻錫山派飛機救了其中廿人到廣州，他就是其中之一。

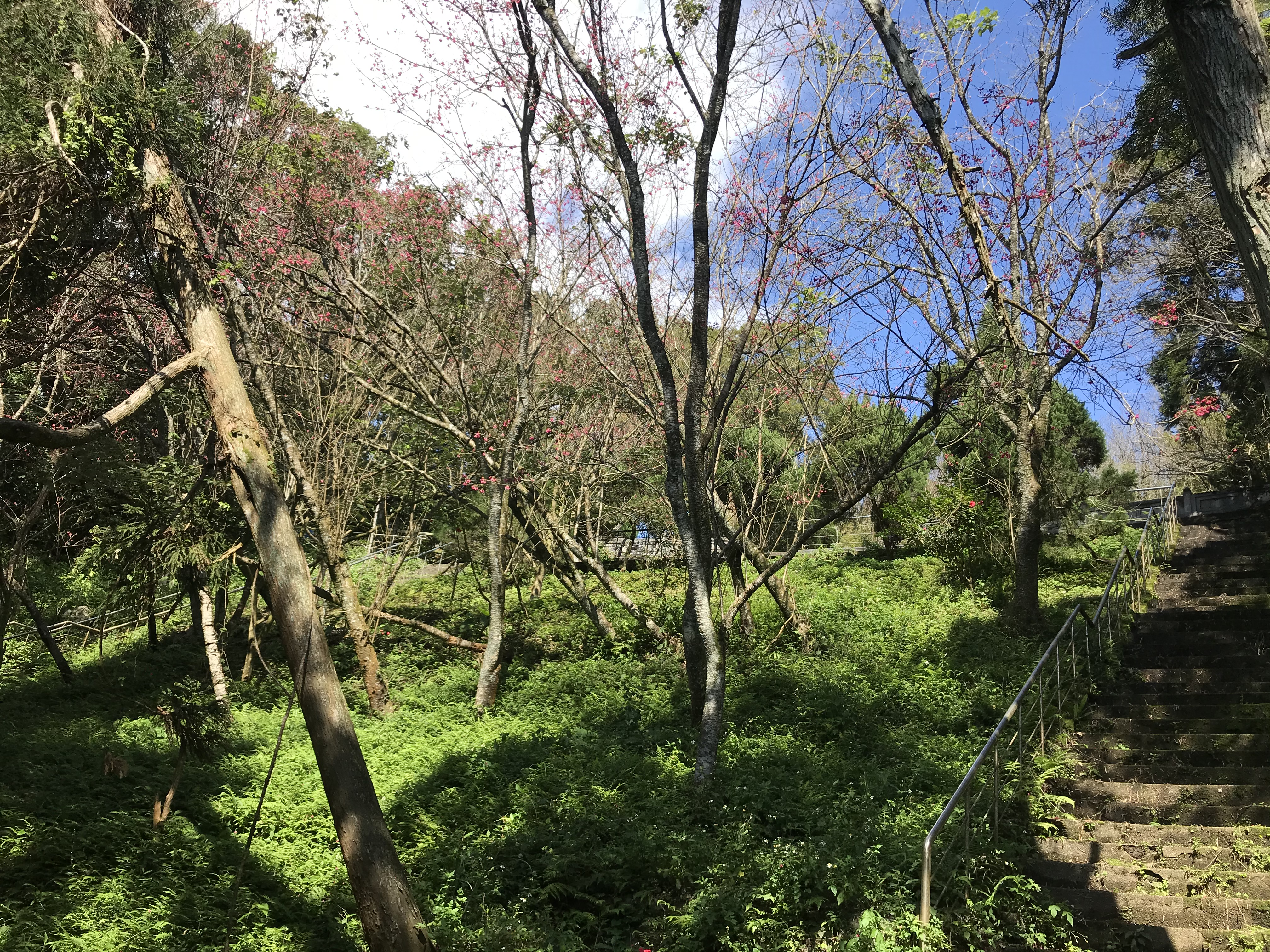
墓園

中國大陸居民赴臺灣旅遊開放後，閻錫山部屬後裔也會帶來太原的花生和汾酒來台上山祭拜。葉永烈為撰寫《叩開台灣名人之門》此書，到臺灣走訪蔣公故居、張學良故居、梁實秋故居、胡適故居等，讓他感動的是，閻錫山墓碑前放著一瓶專程從山西帶來的名產─紫林陳醋。
2018年1月17日，閻錫山故居重新開放之日，碩果僅存的守墓人、八十八歲的張日明靠著旁人攙扶，緩緩步入閻錫山墓園，望向陵墓輕嘆：「看到此情此景，好想哭，讓我開始懷念起了過去。」

## 文資保護
1998年4月30日，台北市政府民政局局長李逸洋邀請多名學者專家會勘閻錫山墓。學者指出，以制式來看，閻式墓園墓丘獨立，墓碑高大，顯見當年葬禮極隆重，如今山西人對閻錫山依然敬重，如能保存墓園，對兩岸關係應有助益。公園處人員反應，該地區正在辦理市地重劃，認為此墓園不宜留存原地。也有學者私下表示，此案應慎重考量，以防此例一開，相關墓園皆要求比照辦理。
1998年8月18日，台北市政會議通過閻錫山墓列為紀念性建築物。2010年1月5日，市府通過文化局提案，將閻錫山墓指定為市定古蹟，與閻錫山故居種能洞及紅磚樓並列。